# Bonifacio Antelmi
Bonifacio Antelmi (Venezia, 1542 – 13 novembre 1610) è stato un ambasciatore e funzionario italiano.

## Biografia
Figlio di Marcantonio, nacque da un'illustre famiglia di origine cremonese ridotta tuttavia in povertà da sfortune nell'esercizio della mercatura in Oriente. Tra il 1550 e il 1567 visse in una delle case che la Scuola Grande di Santa Maria della Misericordia concedeva ai cittadini indigenti. Questo aiuto permise al padre di dargli un'istruzione dignitosa, avviandolo, con altri tre fratelli, alla carriera cancelleresca.
Divenne così segretario delle ambasciate in Polonia, Spagna e Sacro Romano Impero. Fu, anzi, lui stesso diplomatico nel Ducato di Milano tra il 1579 e il 1586, incarico assai complicato visti i rapporti non certo rosei tra la Spagna e la Repubblica di Venezia. Durante questo incarico risolse le controversie sui banditi e facilitò le trattative per la visita apostolica di Carlo Borromeo a Brescia.
Frattanto sposava Adriana Uberti; a Milano gli nacque il primogenito Valerio che ricevette il battesimo proprio da San Carlo, avendo come padrino il governatore spagnolo Carlo d'Aragona duca di Terranova.
Lavorò in seguito nella segreteria ducale, venendo eletto grancancelliere del Consiglio dei Dieci nel 1605. Svolse anche questo incarico con grande diligenza, guadagnandosi gli elogi del doge Marino Grimani e del successore Leonardo Donà.
Morto di "febbre maligna", ai suoi funerali parteciparono importanti personalità quali il doge e diversi diplomatici. Fu tumulato nella chiesa di San Francesco di Paola.
Lasciò alla Scuola della Misericordia, che tanto gli aveva dato, un reddito perpetuo da distribuire a quattro cittadini poveri. Dei suoi figli si distinsero Valerio e Antonio, come lui abili diplomatici; nel 1646 ottennero l'ammissione al patriziato veneziano.